# Пулітцерівська премія за художню книгу

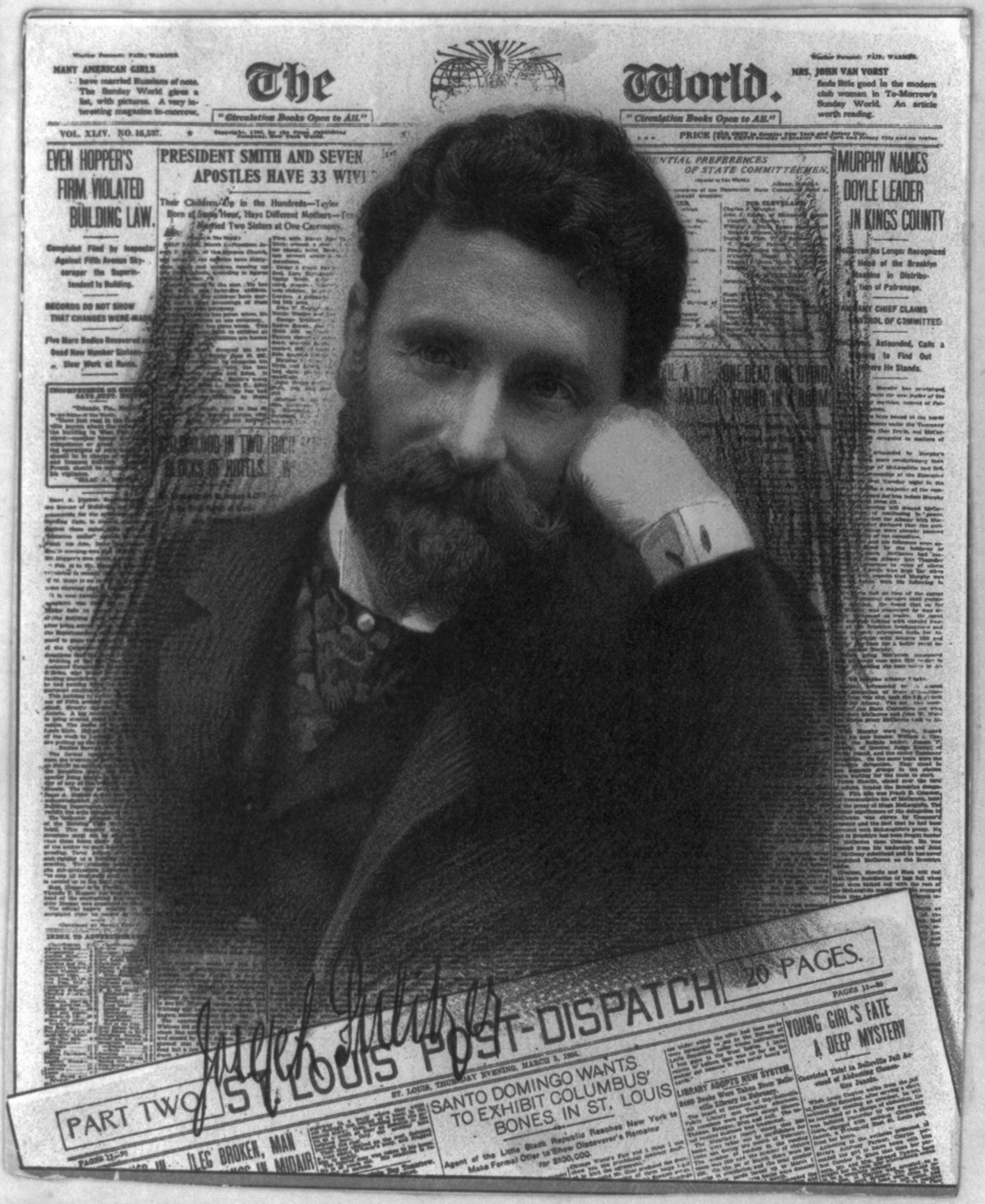
Джозеф Пулітцер

Пулітцерівська премія за художню книгу (англ. Pulitzer Prize for Fiction) — одна із семи номінацій в області літератури, драматургії та музики Пулітцерівської премії. Номінацію премії присуджують за «художню книгу, написану американським письменником, бажано про Америку». Розмір премії складає 10 тисяч доларів.

## Історія
У жовтні 1911 року помер газетний магнат Джозеф Пулітцер (1847—1911). Згідно із заповітом, було засновано фонд його імені на залишені для цього 2 мільйони доларів. Заповіт було складено 17 серпня 1903 року і ця дата вважається датою заснування Пулітцерівської премії.
З 1917 року премія вручається щорічно в перший понеділок травня піклувальниками Колумбійського університету у Нью-Йорку.
Спочатку номінація називалась «Пулітцерівська премія за повість» (англ. Pulitzer Prize for the Novel) і під таким іменем вручалась із 1918 по 1947 роки.

## Відбір лауреатів і вибір переможця
Рішення про номінацію на премію приймає спеціальне журі, яке призначається університетом для категорії «Література». Результат робити цього журі — алфавітний список із трьох кандидатів, яке передається наглядовій раді. Рада вивчає представлені матеріали і твори номінантів, після чого направляє свої рекомендації піклувальникам, котрі схвалюють зроблений радою вибір і оголошують імена лауреатів. Жодної офіційної церемонії вручення премії не проводиться. Рада може присудити премію будь-якому із трьох претендентів, навіть якщо це рішення не збігається із рекомендацію журі. Члени журі, члени ради та піклувальники не мають права брати участь в обговоренні і голосуванні, якщо їхній результат може принести їм або їхнім організаціям будь-яку вигоду. Термін перебування у раді обмежено трьома трирічними термінами. Вакантне місце заповнюється голосуванням дійсних членів ради.

## Список лауреатів
| Рік  | Твір                                               | Автор                                 |
| ---- | -------------------------------------------------- | ------------------------------------- |
| 2025 | Джеймс                                             | Персіваль Еверетт                     |
| 2024 | Нічна варта                                        | Джейн Енн Філліпс                     |
| 2023 | Мідноголовий Демон                                 | Барбара Кінґсолвер                    |
| 2023 | Довіра                                             | Ернан Діас                            |
| 2022 | Сімейство Нетаньягу                                | Джошуа Коен                           |
| 2021 | Нічний сторож                                      | Луїз Ердріч                           |
| 2020 | Нікелеві хлопці                                    | Колсон Вайтгед                        |
| 2019 | Надісторія                                         | Річард Паверс                         |
| 2018 | Менше                                              | Ендрю Шон Грір                        |
| 2017 | Підземна залізниця                                 | Колсон Вайтгед                        |
| 2016 | Симпатик                                           | В'єт Тан Нґуєн                        |
| 2015 | Все те незриме світло                              | Ентоні Дорр                           |
| 2014 | Щиголь                                             | Донна Тартт                           |
| 2013 | Син начальника сиріт                               | Адам Джонсон                          |
| 2012 | Премію не присуджували                             | Премію не присуджували                |
| 2011 | Візит загону головорізів                           | Дженніфер Іґан                        |
| 2010 | Розсип                                             | Пол Гардінґ                           |
| 2009 | Олівія Кіттерідж                                   | Елізабет Страут                       |
| 2008 | Коротке і дивне життя Оскара Уао                   | Хунот Діас                            |
| 2007 | Дорога                                             | Кормак Маккарті                       |
| 2006 | Марч                                               | Джеральдін Брукс                      |
| 2005 | Гілеад                                             | Мерилін Робінсон                      |
| 2004 | Відомий світ                                       | Едвард Джонс                          |
| 2003 | Середня стать                                      | Джеффрі Євгенідіс                     |
| 2002 | Падіння імперії                                    | Річард Руссо                          |
| 2001 | Пригоди Кавалера і Клея                            | Майкл Шабон                           |
| 2000 | Тлумач недуг                                       | Джумпа Лахірі                         |
| 1999 | Години                                             | Майкл Канінгем                        |
| 1998 | Американська пастораль                             | Філіп Рот                             |
| 1997 | Мартін Дресслер. Казка про американського мрійника | Стівен Міллгаузер                     |
| 1996 | День незалежності                                  | Річард Форд                           |
| 1995 | Щоденники Стоуна                                   | Керол Шилдс                           |
| 1994 | Корабельні новини                                  | Енні Пру                              |
| 1993 | A Good Scent from a Strange Mountain               | Роберт Остін Батлер                   |
| 1992 | Тисяча акрів                                       | Джейн Смайлі                          |
| 1991 | Кролик на спочинку                                 | Джон Апдайк                           |
| 1990 | Королі мамбо грають пісні любові                   | Оскар Іхуелос                         |
| 1989 | Уроки дихання                                      | Енн Тайлер                            |
| 1988 | Кохана                                             | Тоні Моррісон                         |
| 1987 | A Summons to Memphis                               | Пітер Тейлор                          |
| 1986 | Самотній голуб                                     | Ларрі Джефф Макмертрі                 |
| 1985 | Foreign Affairs                                    | Елісон Лурі                           |
| 1984 | Будяк                                              | Вільям Кеннеді                        |
| 1983 | Барва пурпурова                                    | Еліс Вокер                            |
| 1982 | Кролик розбагатів                                  | Джон Апдайк                           |
| 1981 | Змова бовдурів                                     | Джон Кеннеді Тул                      |
| 1980 | Пісня ката                                         | Норман Мейлер                         |
| 1979 | Історії Джона Чівера                               | Джон Чівер                            |
| 1978 | Elbow Room                                         | Джеймс Алан Макферсон                 |
| 1977 | Премію не присуджували                             | Премію не присуджували                |
| 1976 | Дар Гумбольта                                      | Сол Беллоу                            |
| 1975 | Ангели-вбивці                                      | Майкл Шаара                           |
| 1974 | Премію не присуджували                             | Премію не присуджували                |
| 1973 | Донька оптиміста                                   | Юдора Велті                           |
| 1972 | Кут спокою                                         | Воллес Стегнер                        |
| 1971 | Премію не присуджували                             | Премію не присуджували                |
| 1970 | Історії Джин Стаффорд                              | Джин Стаффорд                         |
| 1969 | Будинок, створений із світанку                     | Скотт Момадей                         |
| 1968 | Визнання Наша Тернера                              | Вільям Стайрон                        |
| 1967 | Премію не присуджували                             | Премію не присуджували                |
| 1966 | Збірка оповідань Кетрін Енн Портер                 | Кетрін Енн Портер                     |
| 1965 | Утримувачі будинку                                 | Шерлі Енн Грау                        |
| 1964 | Премію не присуджували                             | Премію не присуджували                |
| 1963 | Крадії                                             | Вільям Фолкнер                        |
| 1962 | Грань скорботи                                     | Едвін О'Коннор                        |
| 1961 | Убити пересмішника                                 | Гарпер Лі                             |
| 1960 | Advise and Consent                                 | Allen Drury                           |
| 1959 | The Travels of Jaimie McPheeters                   | Robert Lewis Taylor                   |
| 1958 | Смерть в сім'ї                                     | Джеймс Ейджі                          |
| 1957 | Премію не присуджували                             | Премію не присуджували                |
| 1956 | Андерсонвілл                                       | Кантор Маккінлі                       |
| 1955 | Притча                                             | Вільям Фолкнер                        |
| 1954 | Премію не присуджували                             | Премію не присуджували                |
| 1953 | Старий і море                                      | Ернест Гемінґвей                      |
| 1952 | Бунт на Кейні                                      | Герман Воук                           |
| 1951 | The Town                                           | Conrad Richter                        |
| 1950 | The Way West                                       | A. B. Guthrie, Jr.                    |
| 1949 | Guard of Honor                                     | Джеймс Ґулд Коззенс                   |
| 1948 | Сказання півдня Тихого океану                      | Джеймс Елберт Міченер                 |
| 1947 | Все королівське військо                            | Роберт Пенн Воррен                    |
| 1946 | Премію не присуджували                             | Премію не присуджували                |
| 1945 | A Bell for Adano                                   | Джон Герсі                            |
| 1944 | Подорож в темряві                                  | Мартін Флевін                         |
| 1943 | Зуби дракона                                       | Ептон Білл Сінклер                    |
| 1942 | В цьому наше життя                                 | Еллен Глазго                          |
| 1941 | Премію не присуджували                             | Премію не присуджували                |
| 1940 | Грона гніву                                        | Джон Стейнбек                         |
| 1939 | Оленя                                              | Марджорі Роулінгс                     |
| 1938 | Покійний Джордж Еплі                               | Джон Філіпс Маркекд                   |
| 1937 | Звіяні вітром                                      | Маргарет Мітчелл                      |
| 1936 | Мед в ріжку                                        | Гарольд Девіс                         |
| 1935 | Сьогодні в листопаді                               | Джозефіна Вінслоу Джонсон             |
| 1934 | З ягням на руках                                   | Керолайн Міллер                       |
| 1933 | Лавка                                              | Томас Сигізмунд Стріблінг             |
| 1932 | Земля                                              | Перл Бак                              |
| 1931 | Роки милосердя                                     | Маргарет Айер Барнс                   |
| 1930 | Хлопчик, який сміється                             | Олівер Лафарж                         |
| 1929 | Сестра Мері                                        | Джулія Петеркін                       |
| 1928 | Міст короля Людовика Святого                       | Торнтон Вайлдер                       |
| 1927 | Рання весна                                        | Луїс Бромфілд                         |
| 1926 | Ерроусміт                                          | Сінклер Льюїс (відмовився від премії) |
| 1925 | Такий великий                                      | Една Фарбер                           |
| 1924 | The Able McLaughlins                               | Маргарет Вілсон                       |
| 1923 | Один із нас                                        | Вілла Катер                           |
| 1922 | Еліс Адамс                                         | Бут Таркінгтон                        |
| 1921 | Епоха невинності                                   | Едіт Вортон                           |
| 1920 | Премію не присуджували                             | Премію не присуджували                |
| 1919 | Чудові Емберсони                                   | Бут Таркінгтон                        |
| 1918 | Його сім'я                                         | Ернест Пул                            |
| 1917 | Премію не присуджували                             | Премію не присуджували                |

## Критика
За час свого існування Пулітцерівську комісію неодноразово критикували за неправильне вручення чи, навпаки, невручення нагород. Сперечання часто виникали також між рахувальною комісією і суддівською колегією. Суб'єктивність самого процесу нагородження неминуче ставала причиною таких суперечностей. Однак комісія ніколи не приймала популістських рішень. Більшість книг, які отримали премію, ніколи не входили в основні списки бестселерів.